# Ewine van Dishoeck
Ewine Fleur van Dishoeck (Leiden, 13 de junho de 1955) é uma astrônoma e química neerlandesa. É professora de astrofísica molecular do Observatório de Leiden.
É membro da Academia Real das Artes e Ciências dos Países Baixos desde 2001 e da Academia Nacional de Ciências dos Estados Unidos. Recebeu o Prêmio Gothenburg Lise Meitner de 2014, o Prêmio Spinoza de 2000, o Prêmio Bourke da Sociedade Real de Química (Reino Unido) de 2001 e a Medalha de Ouro da Sociedade Real Neerlandesa de Química de 1994. Trabalha com nuvem molecular interestelar, evolução física e química durante formação estelar e planetária e processos moleculares básicos.
Van Dishoeck é casada com o também astrônomo Tim de Zeeuw.